# Shawn Toovey
Shawn Toovey (Lincoln (Nebraska), 1 maart 1983) is een Amerikaans acteur.
Toovey werd vooral bekend door zijn rol van Brian Cooper in de serie Dr. Quinn, Medicine Woman, waarvoor hij vier Young Artist Awards won.

## Filmografie
| Jaar | Film                                        | Rol            | Bijzonderheden                         |
| ---- | ------------------------------------------- | -------------- | -------------------------------------- |
| 1991 | In Broad Daylight                           | Claude Rowan   |                                        |
| 1991 | A Seduction in Travis County                | Josh Maguire   |                                        |
| 1992 | Bed of Lies                                 | Joel Moore     |                                        |
| 1992 | An American Story                           | Sam Meadows    |                                        |
| 1993 | The Fire Next Time                          | Jake Morgan    |                                        |
| 1993 | Dr. Quinn, Medicine Woman                   | Brian Cooper   | Speelde in 148 afleveringen, 1993-1998 |
| 1997 | Flash                                       | Tad Rutherford |                                        |
| 1999 | Dr. Quinn, Medicine Woman: The Movie        | Brian Cooper   |                                        |
| 2001 | Dr. Quinn, Medicine Woman: The Heart Within | Brian Cooper   |                                        |